# Trainerpreis des deutschen Fußballs
Der Trainerpreis des Deutschen Fußballs wurde 2009 bis 2018 vom DFB vergeben. Der Preis war mit 10.000 Euro dotiert. Er sollte die herausragende Leistung eines Trainers oder einer Trainerin im Spielbetrieb, in der Nachwuchsarbeit oder für ein besonderes gesellschaftliches Engagement innerhalb der Trainertätigkeit würdigen.

## Preisträger
- 2009: Horst Hrubesch (2008 U19-, 2009 U21-Europameister)
- 2010: Thomas Tuchel (Cheftrainer beim 1. FSV Mainz 05)
- 2011: Hermann Gerland (Assistenztrainer beim FC Bayern München)
- 2012: Christian Streich (Cheftrainer beim SC Freiburg)
- 2013: Norbert Elgert (U19-Trainer beim FC Schalke 04)
- 2014: Maren Meinert (2014 Weltmeisterin mit den U20-Juniorinnen)
- 2015: Markus Kauczinski (Cheftrainer beim Karlsruher SC)
- 2016: Julian Nagelsmann (Cheftrainer der TSG 1899 Hoffenheim)
- 2017: Hannes Wolf (Cheftrainer beim VfB Stuttgart)
- 2018: Florian Kohfeldt (Cheftrainer bei Werder Bremen)